# The Cantos
The Cantos (englisch für „Die Gesänge“) ist eine 1915 von Ezra Pound begonnene Gedichtsammlung. Die ersten Gedichte wurden 1917 in der Zeitschrift Poetry veröffentlicht; mit den Jahren wurden die Cantos für Pound mehr und mehr zu seinem Hauptwerk, an dem Pound bis 1966 arbeitete. Die erste vollständige Ausgabe von 1970 enthält insgesamt 117 Gesänge. Während das Werk in Deutschland, insbesondere aufgrund seiner klaren Bezüge zum italienischen Faschismus, verhalten rezipiert wird, gilt es international als bedeutender und einflussreicher Beitrag zur angloamerikanischen Lyrik.
Zu den wiederkehrenden Themen des Epos gehören die komplizierten Verflechtungen zwischen Wirtschaftssystemen, Regierungswesen, Kultur und Geistesgeschichte in verschiedenen Epochen und Weltregionen (vom antiken China über die amerikanische Unabhängigkeit bis zum Ersten Weltkrieg). Aus der Zusammenschau der verschiedenen Gesänge ergibt sich als ein Leitmotiv das Verhältnis von Vergangenheit und Zukunft, Tradition und utopischem Traum.
Die frühen Gedichte sind stark geprägt von Ezra Pounds Rezeption von Dichtern wie Homer, Ovid, Dante und Rémy de Gourmont, sowie verschiedene Politiker und Ökonomen; enthalten aber auch Erinnerungen an Jugendausflüge nach Europa. Die beiden Cantos 72 und 73 verfasste Pound auf Italienisch; sie enthalten neben antisemitischen Motiven eine offene Huldigung des Faschismus. Die Cantos LII bis LXI befassen sich mit der Geschichte des alten China.
Die von Pound in Gefangenschaft verfassten Pisan Cantos („Pisaner Gesänge“, 1948) gewannen 1949 den Bollingen Prize.
Ein Zitat aus The Cantos auf einer Platte bei den Leibniz-Kolonnaden in Berlin hatte 2019 für Kontroversen gesorgt.

## Ausgaben

### Englisch
- The Cantos of Ezra Pound 1–117. 5. korrigierte und überarbeitete Auflage, New Directions, New York 1975.

### Deutsch
- Pisaner Cantos: LXXIV–LXXXIV. Herausgegeben und übertragen von Eva Hesse. Arche Verlag, Hamburg/Zürich 2002, ISBN 978-3-7160-2309-9.
- Die Cantos. Zweisprachige Ausgabe, deutsche Übersetzung von Eva Hesse (Preis der Leipziger Buchmesse 2013 – Kategorie: Übersetzung), ediert und kommentiert von Heinz Ickstadt und Manfred Pfister. Arche Verlag, Zürich 2012, ISBN 978-3-7160-2654-0.